# Fort Massacre
Pour plus de détails, voir Fiche technique et Distribution.
Fort Massacre est un film américain réalisé par Joseph M. Newman et sorti en 1958.

## Synopsis
En 1870, dans le désert du Nouveau-Mexique,,une unité de cavalerie décimée par les Indiens apaches voit son commandement repris par le sergent Vinson, dernier officier survivant. Hanté par la mort de sa femme, massacrée par les Indiens après avoir tué ses enfants pour qu'ils ne soient pas torturés, et malgré son sous-effectif, Vinson prend le risque d'attaquer un groupe d'indiens puis de s'enfoncer dans leur territoire, causant de lourdes pertes parmi ses hommes. Ceux-ci commencent à se demander s'il ne cherche pas une vengeance personnelle, sans se soucier de les mener à leur perte. Pour ses hommes, le danger ne vient plus des indiens, mais plutôt de leur chef.

## Fiche technique
- Titre : Fort Massacre
- Titre original : Fort Massacre
- Réalisation : Joseph M. Newman
- Scénario : Martin Goldsmith
- Chef opérateur : Carl E. Guthrie
- Musique : Marlin Skiles
- Costumes : Bert Henrikson
- Production : Walter Mirisch
- Durée : 80 minutes
- Date de sortie :
  - États-Unis : mai 1958

## Distribution
- Joel McCrea (VF : Claude Bertrand) : Sergent Vinson
- Forrest Tucker (VF : André Valmy) : Soldat McGurney
- Susan Cabot (VF : Sophie Leclair) : la squaw
- John Russell (VF : Raymond Loyer) : Soldat Robert W. Travis
- George N. Neise (VF : Pierre Leproux) : Soldat Pendleton
- Anthony Caruso (VF : Marcel Painvin) : le scout Pawnee
- Robert Osterloh (VF : Jean Daurand) : Soldat Schwabacker
- Denver Pyle (VF : Jean Violette) : Soldat Collins
- Francis McDonald : le vieil indien
- Guy Prescott (VF : Jacques Deschamps) : Soldat Tucker
- Rayford Barnes (VF : Marc Cassot) : Soldat Moss
- Irving Bacon (VF : Jean Toulout) : Charlie
- Claire Carleton : Adele
- Larry Chance : Moving Cloud

## Autour de film

### Critiques et commentaires
- Jean-Pierre Coursodon et Bertrand Tavernier : « Fort Massacre reste le meilleur film de Joseph M. Newman, sujet bien écrit (l'extermination d'un groupe de soldats conduits par un capitaine revanchard et suicidaire), aux décors naturels semi-désertiques exploités par des cadrages habiles, aux scènes violentes et aux idées intéressantes : l'officier qui collectionne les montres des soldats morts, le combat dans le village indien abandonné »[1]. Les dernières scènes ont été tournées à Mesa Verde